# Deux-Sèvres
Deux-Sèvres (wymowaⓘ) – francuski departament w regionie Nowa Akwitania. Utworzony został 4 marca 1790, podczas rewolucji francuskiej. Departament oznaczony jest liczbą 79. Nazwa departamentu oznacza w języku francuskim „dwie (rzeki) Sèvres” i odnosi się do mających źródła w jego granicach rzek Sèvre Nantaise i Sèvre Niortaise.
Według danych na 2018 r. powierzchnia departamentu wynosi 5999 km², a zamieszkuje go 374 799 osób (średnia: 62 os./km²). Ośrodkiem administracyjnym (prefekturą) i największym miastem departamentu jest Niort.
W 2023 roku w skład departamentu wchodziło 256 gmin (lista).

## Miejscowości
Największe miejscowości departamentu (w nawiasach liczba ludności w 2021 roku):

- Niort (59 309)
- Bressuire (19 906)
- Thouars (14 000)
- Parthenay (10 058)
- Mauléon (8597)
- Saint-Maixent-l’École (7254)
- Chauray (7151)
- Melle (5904)
- La Crèche (5732)
- Nueil-les-Aubiers (5566)
- Aiffres (5377)
- Moncoutant-sur-Sèvre (5085)
- Cerizay (4797)
- Aigondigné (4660)
- Celles-sur-Belle (3858)
- Échiré (3517)
- Vouillé (3431)
- Airvault (3287)
- Argentonnay (3213)
- Frontenay-Rohan-Rohan (2946)
- Mauzé-sur-le-Mignon (2893)
- Magné (2687)
- Châtillon-sur-Thouet (2671)
- Loretz-d’Argenton (2599)